# Sharon Bezaly
Sharon Bezaly (en hébreu : שרון בצלי), née en Israël en 2 octobre 1972, est une flûtiste soliste.

## Biographie
Sharon Bezaly vit actuellement en Suède. Elle a commencé à  jouer à l’âge de 11 ans et fait ses débuts en 1987 à l’âge de 14 ans avec Zubin Mehta et l’Orchestre philharmonique d'Israël.
Sur le conseil de Jean-Pierre Rampal, elle poursuit sa formation au Conservatoire national supérieur de musique de Paris avec Alain Marion, Raymond Guiot et Maurice Bourgue, terminant avec le premier prix pour flûte et musique de chambre. Elle étudie également avec Aurèle Nicolet.
Sans négliger le répertoire classique, elle joue également les compositions de musiciens contemporains comme Sofia Goubaïdoulina, Kalevi Aho, Christian Lindberg, Sally Beamish , Uljas Pulkkis, Ge Gan-Ru  ou Zhou Long.
Sa flûte  en or (24 carats) est signée du facteur japonais Muramatsu,,,,.

## Apparitions
Sharon Bezaly est apparue avec les plus grands orchestres symphoniques et de chambre en Asie, en Israël, en Europe centrale et de l'ouest, en Angleterre, en Amérique du Sud et du Nord, en Australie, en Scandinavie, et en Afrique du Sud.
Elle a été choisie comme artiste en résidence  par l’Orchestre de la Résidence de La Haye (2007-08) sous la direction de Neeme Järvi. Elle a joué en soliste pour le Proms de Londres  ainsi qu’avec l’Orchestre symphonique de Cincinnati, celui de la radio des Pays-Bas, l’Orchestre symphonique de Singapour, celui de São Paulo, l’Orchestre philharmonique de Rotterdam, celui de Tokyo , de Séoul et  avec l’orchestre  philharmonique de Malaisie, l’Orchestre philharmonique d'Osaka ; dans des salles comme le Musikverein (Vienne), la Philharmonie  de (Cologne), le Rudolfinum de Prague, le Palais des beaux-arts de Bruxelles, le Concertgebouw  d’Amsterdam et le Wigmore Hall de Londres ainsi qu’au Théâtre du Châtelet et à la Salle Gaveau à Paris, au Suntory Hall de Tokyo, et lors de festivals avec Gidon Kremer du Quatuor Bartók. 
En mai 2006, elle est apparue à l'Orchestra Hall de Minneapolis avec Osmo Vänskä et l’Orchestre symphonique du Minnesota.
Sharon Bezaly  enregistre avec le label BIS.

## Honneurs
- Cannes Classical Jeune Artiste de l'année (2003)
- Instrumentiste  de l’année ECHO Klassik (2002)
- BBC Radio Artist New Generation (2006-2008)